# Inégalité de Young pour la convolution
Pour l'inégalité de Young apparentée à l'inégalité arithmético-géométrique, voir Inégalité de Young.
En mathématiques, l'inégalité de Young pour la convolution est le théorème d'analyse fonctionnelle suivant, démontré pour la première fois par William Henry Young en 1912 :

Soient {\displaystyle f} dans l'espace Lp de Lebesgue et {\displaystyle g} dans Lq et
{\displaystyle {\frac {1}{p}}+{\frac {1}{q}}=1+{\frac {1}{r}}\quad {\text{avec}}\quad 1\leq p,q,r\leq \infty .}
Alors le produit de convolution {\displaystyle f\ast g} appartient à Lr et
{\displaystyle \|f\ast g\|_{r}\leq \|f\|_{p}\|g\|_{q}.}

Plus précisément,, pour des fonctions sur {\displaystyle \mathbb {R} ^{n}},
{\displaystyle \|f\ast g\|_{r}\leq c_{p,q}^{n}\|f\|_{p}\|g\|_{q}},
avec {\displaystyle c_{p,q}:=A_{p}A_{q}/A_{r}} et {\displaystyle A_{p}:={\sqrt {p^{1/p}/p'^{1/p'}}}} pour {\displaystyle p,p'} conjugués (donc A1 = 1 mais si p, q > 1 alors cp,q < 1).